# Anacaona

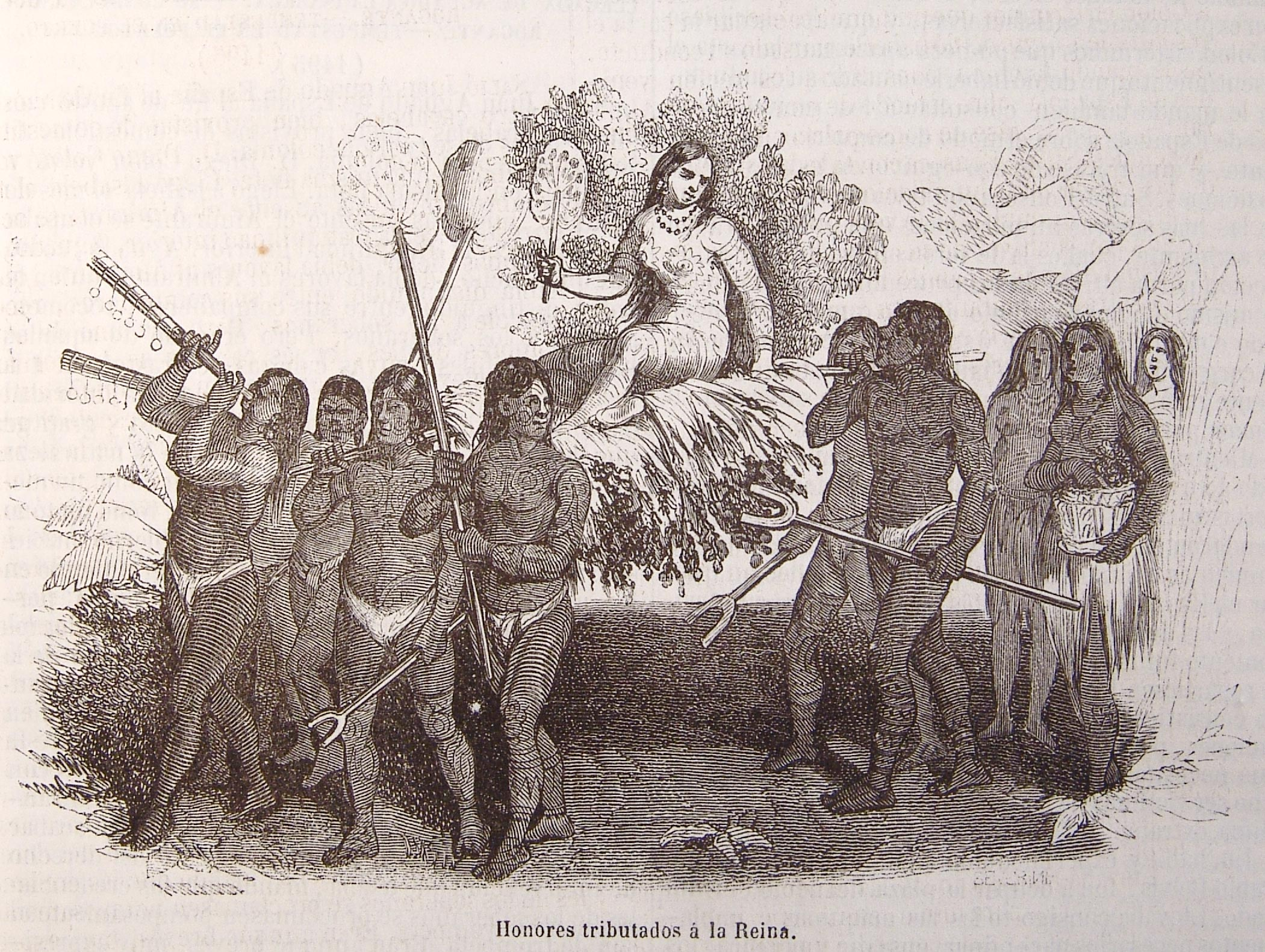
Anacaona

Anacaona ('Taíno anacaona'; Gyllene Blomma'), född 1474, död 1503, var en indiansk (Taíno) cacica (hövding) i nuvarande Haiti. Hon var känd för sina ballader och poem. Hon avrättades av spanjorerna. 

## Biografi
Anacaona var syster till Bohechío, hövding av Xaragua, och gift med Caonabo, hövding av Maguana. De tillhörde de fem högsta hövdingarna på Kiskeya (Haiti) när spanjorerna under Columbus landsteg 1492. Hon var känd som kompositör av ballader och poem, så kallade areítos. Fyra år senare, 1496, framträdde hon tillsammans med sin bror och förhandlade med Columbus om att föra mat och bomull som tribut till spanjorerna. Dessa första kontakter var fredliga.

### Regeringstid
Anacaona efterträdde sin bror som hövding vid hans död i enlighet med taínos lag om matrilinjära arvsregler, där en systers barn ärvde före en brors. Hennes make tillfångatogs av spanjorerna misstänkt som ansvarig för attacken på La Navidad och avled som fånge på ett skepp till Spanien. Vid den tiden hade taínos förklarat krig mot spanjorerna på grund av deras övergrepp. 
År 1503 sammankallades ett möte mellan 80 taínohövdingar, däribland Anacaona. Den spanske guvernören Nicolás de Ovando lät då försegla huset och bränna dem levande. 
Anacoana blev dock tillfångatagen och erbjuden livet om hon gick med på att bli konkubin till en spanjor. När hon vägrade, avrättades hon. 

## Eftermäle
Anacaona är en av nationalikonerna i både Haiti och Dominikanska republiken och är föremål för romaner och sånger, och många platser i båda länder har fått sitt namn efter henne.